# Singida (region)

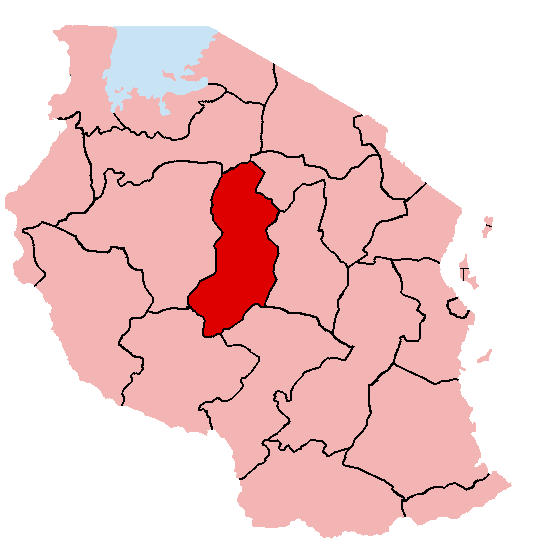
Singidaregionens läge i Tanzania.

Singida är en av Tanzanias 26 regioner och är belägen i de centrala delarna av landet. Den har en beräknad folkmängd av 1 330 930 invånare 2009 på en yta av 49 341 km². En stor del av viltreservatet Rungwa täcker den södra delen av regionen. 

## Administrativ indelning
Regionen är indelad i fyra distrikt:
- Iramba
- Manyoni
- Singida landsbygd
- Singida stad

## Urbanisering
Regionens urbaniseringsgrad beräknas till 18,10 % år 2009, en uppgång från 17,47 % året innan. Den största staden är Singida, med ytterligare tre orter i regionen över 10 000 invånare. 
| Ort     | Distrikt     | Yta (km²)     | Invånarantal 2002 |
| ------- | ------------ | ------------- | ----------------- |
| Singida | Singida stad | 52,36         | 57 904            |
| Manyoni | Manyoni      | Ingen uppgift | 16 645            |
| Itigi   | Manyoni      | Ingen uppgift | 14 362            |
| Kiomboi | Iramba       | Ingen uppgift | 11 350            |